# مزرعة تي مانا أو تي را الشمسية
تي مانا أو تي را («قوة الشمس») هي محطة طاقة كهروضوئية في مطار راروتونغا الدولي في جزر كوك. وهي أكبر محطة للطاقة الشمسية في جزر كوك. تمتلكها وتديرها شركة تي أبونجا أويرا.
تتكون المزرعة من 3051 لوحًا شمسيًا وتبلغ ذروة إنتاجها 960 كيلو وات. تم تمويلها من قبل وزارة الشؤون الخارجية النيوزيلندية وتم بناؤه بين يونيو وسبتمبر 2014 من قبل شركة انفراتك للطاقة المتجددة المحدودة. تم تكليفها من قبل رئيس وزراء جزر كوك هنري بونا في أكتوبر 2014.
في عام 2017، تمت ترقية المزرعة بإضافة نظام تخزين بطارية 5.6 ميجاوات في الساعة.
يتم توزيع الكهرباء المولدة بواسطة المزرعة في شبكة التوزيع المحلية عبر محول في الموقع بجهد 11000 فولت. في ذروة الإنتاج يمكن أن توفر ما يقرب من 5٪ من الطلب على الكهرباء في راروتونغا.